# Гамма-бутиролактон
γ-Бутиролактон (оксолан-2-он, 1-оксациклопентан-2-он, аббревиатуры: ГБЛ, GBL) — лактон γ-оксимасляной кислоты (ГОМК). Бесцветная гигроскопичная жидкость с эфирным запахом, легко растворимая в воде и полярных органических растворителях, плохо растворим в алканах и циклоалканах.

## Синтез
γ-Бутиролактон можно получить дегидроциклизацей 1,4-бутандиола в жидкой (при 200 ℃) или в газовой (при 250 ℃) фазе в присутствии катализатора.
Лабораторный метод синтеза γ-бутиролактона — окисление тетрагидрофурана броматом натрия, в микроколичествах — термическая дегидратация γ-оксимасляной кислоты.

## Свойства и реакционная способность
γ-Бутиролактон легко растворим в низших спиртах, эфире, сложных эфирах, ацетоне, бензоле, хлороформе, воде; трудно растворим в алканах и циклоалканах. Является хорошим растворителем для полиакрилонитрилов и других полимеров.
В водном растворе гидролизуется в γ-оксимасляную кислоту, при 0 °С полностью, а при 100 °С частично (80 % лактона); в щелочной среде гидролиз происходит быстро и полностью.
Реагирует со щелочью с разрывом кольцевой связи и образованием солей ГОМК.
Например:
{\displaystyle {\ce {C4H6O2 + NaOH + H2O -> C4H7NaO3 + H2O}}}
{\displaystyle {\ce {C4H6O2 + NaHCO3 + H2O -> C4H7NaO3 + CO2 + H2O}}}
Окисляется (хромовой смесью или азотной кислотой) в янтарную кислоту.
От действия иодоводорода на холоде или бромоводорода при 100°С превращается соответственно в γ-иодмасляную или γ-броммасляную кислоту.
С галогенводородными кислотами и спиртами на кислотных катализаторах даёт соответственные производные 4-оксимасляной кислоты
GBL + HCl (или ROH) → Cl(CH2)3COOH (или RO(CH2)3COOH)
Восстанавливает соли серебра, превращаясь при этом в янтарную кислоту.

## Промышленное применение
γ-Бутиролактон используется в качестве растворителя, в том числе как растворитель полиакрилонитрила и эфиров целлюлозы, а также в органическом синтезе, в частности, в синтезе пирролидона и его N-алкилпроизводных и γ-аминомасляной кислоты, используемой в качестве лекарственного средства в гериатрии (аминолон).

## Рекреационное использование

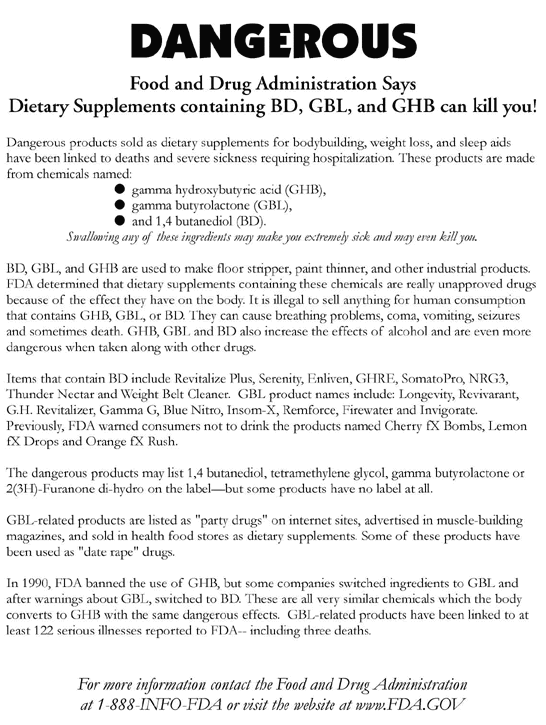
Предупреждение FDA об опасности пищевых добавок, содержащих ГОМК. Ведомство указывает, что запретило производство таких препаратов в 1990 году.

При попадании в организм человека, ГБЛ ферментативно (под воздействием ферментов группы пароксоназы) гидролизуется до психоактивного вещества ГОМК, являющегося депрессантом. В связи с большей липофильностью, ГБЛ проникает в головной мозг быстрее, чем соли ГОМК, и обладает более сильным, но менее продолжительным воздействием, в то время как 1,4-бутандиол оказывает чуть менее выраженный, но более продолжительный эффект по сравнению с ГОМК.
ГБЛ сам по себе не обладает значительной биологической активностью. В чистом виде, ГБЛ — почти безвкусная жидкость, но при хранении в пластиковой таре, даже кратковременном, приобретает жгучий вкус, напоминающий этанол, иногда не устранимый даже сильным разбавлением водой.

## Распространение
В экстрактах неразбавленных вин ГБЛ обнаруживали в концентрации 5 мкг/л.

## Правовой статус
Включён в список (список III) психотропных веществ, оборот которых в России ограничен.